# İmamzade Halil Pascià
İmamzade Halil Pascià (noto anche come Osmancık Imamzade Halil Pascià; fl. XIV-XV secolo) è stato un politico ottomano.
Fu Gran visir dell'Impero ottomano dal 1406 al 1413.
Anche suo figlio, Koca Mehmed Nizamüddin Pascià, servì come gran visir.